# Struttura a tepee

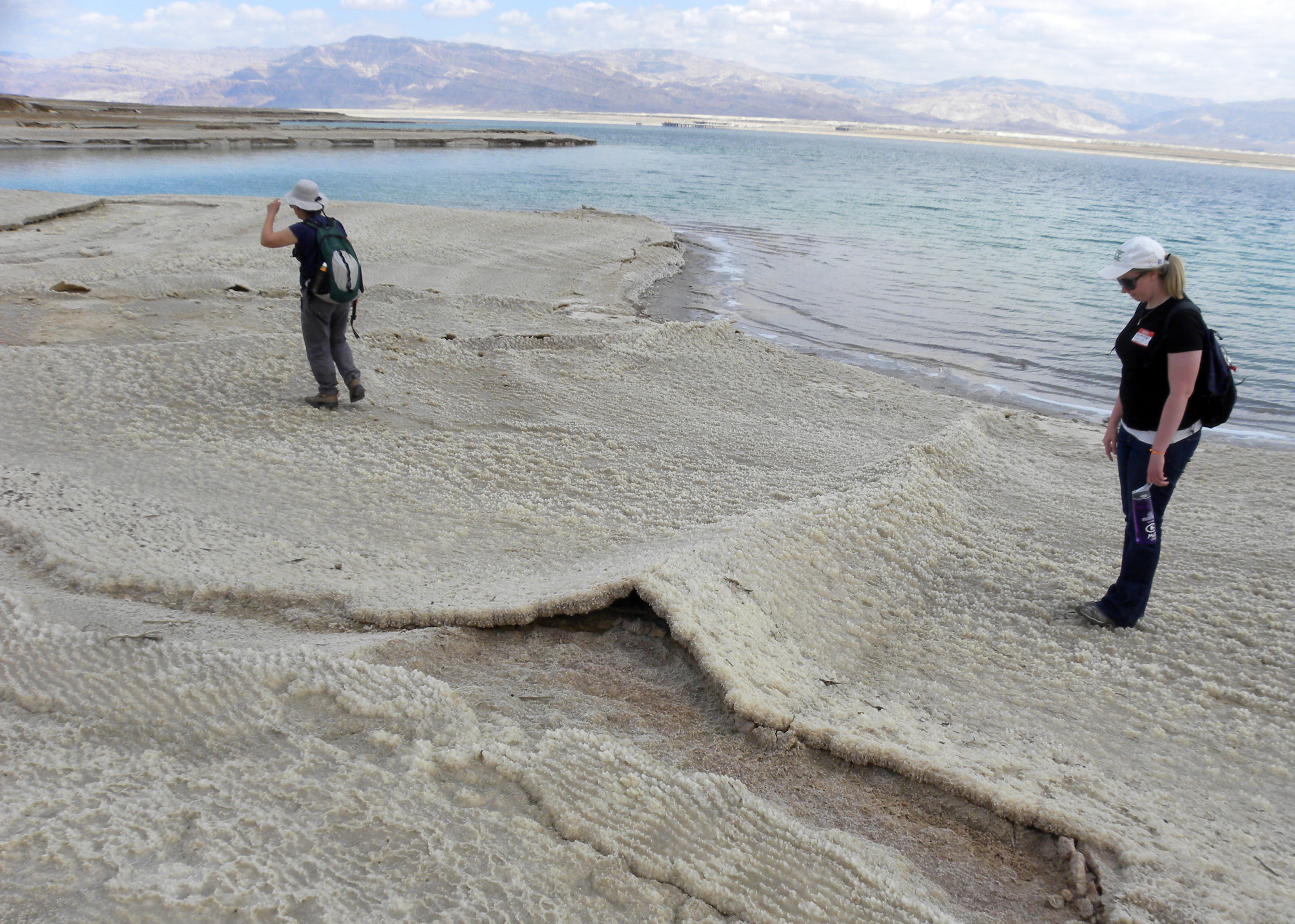
Struttura a tepee sulle sponde del Mar Morto.

In geologia il termine struttura a tepee (pronuncia tipì) indica una piccola anticlinale, da qualche centimetro a pochi metri di altezza, caratterizzata da lati poco incurvati e angoli molto netti, solitamente presente in formazioni sedimentarie.
Il termine venne coniato intorno alla metà del XX secolo dai geologi impegnati nello studio dei Monti Guadalupe che notarono come queste strutture, quando osservate in sezione, ricordassero la tipica tenda dei nativi americani.
Queste strutture sono state osservate tanto in rocce datate quasi 2,7 milioni di anni quanto in formazioni geologiche attualmente in costituzione.

## Meccanismi di formazione
Diversi sono i meccanismi che possono portare alla formazione di queste strutture.
Il meccanismo maggiormente responsabile sono le forze di dilatazione che si generano a seguito della precipitazione di sali nei sedimenti. Quando sali come il gesso, la calcite e la salgemma aumentano la loro concentrazione nell'acqua a seguito dell'evaporazione, giungono a un punto di saturazione e quelli presenti nelle acque interstiziali, distaccandosi dal corpo liquido, si mescolano con i sedimenti causandone un aumento di volume che porta alla deformazione del letto sedimentario che, nei punti di maggior fragilità, cede sotto l'effetto della dilatazione e i margini della frattura si innalzano appoggiandosi l'uno all'altro. Questo meccanismo è particolarmente efficace in condizioni di scarse precipitazioni e forte evaporazione come nei sabkhah.
Un altro meccanismo è connesso all'accrescimento in volume che si genera a seguito della reidratazione di strati minerali. Ad esempio l'anidrite può crescere fino al 66% in volume quando reidratata. In zone fortemente aride con anidrite sparsa, può succedere che improvvise alluvioni portino ad un rigonfiamento del minerale con successivi accostamenti a forma di tepee.
Un ulteriore meccanismo è legato al diverso coefficiente di dilatazione termica tra due diversi strati di roccia a contatto tra loro. Ad esempio uno strato di calcare, su una lunghezza di 10 m a 50 °C mostra una dilatazione di 4 mm rispetto alle condizioni standard, mentre rocce ricche di solfati o salgemma mostrano valori di 14-24 mm. Questo meccanismo da solo è generalmente insufficiente a generare le strutture a tepee ma può contribuire in congiunzione con i precedenti.
Da ultimo è stata avanzata anche l'ipotesi che i fenomeni sismici possano in alcuni casi portare alla frattura degli strati rocciosi e alla loro ridislocazione in strutture a tepee.